# Cervonîi Step, Kalînivka
Cervonîi Step (în ucraineană Червоний Степ) este un sat în comuna Holubivka din raionul Kalînivka, regiunea Vinnița, Ucraina.

## Demografie
Componența lingvistică a localității Cervonîi Step
     Ucraineană (98,45%)
     Rusă (1,55%)
Conform recensământului din 2001, majoritatea populației localității Cervonîi Step era vorbitoare de ucraineană (98,45%), existând în minoritate și vorbitori de rusă (1,55%).